# Rhopalochernes germainii
Espèce
Synonymes
- Chelifer germainii Balzan, 1887

Rhopalochernes germainii est une espèce de pseudoscorpions de la famille des Chernetidae.

## Distribution
Cette espèce se rencontre endémique au Brésil et en Argentine.

## Publication originale
- Balzan, 1887 : Chernetidae nonnullae Sud-Americanae, II. Asuncion.